# متمصي (الرقة)
متمصي قرية سورية تتبع ناحية الكرامة في منطقة مركز الرقة في محافظة الرقة. بلغ عدد سكانها 1076 نسمة في عام 2004 حسب إحصاء المكتب المركزي للإحصاء.